# Раково (Белгородский район)
Раково — село в Белгородском районе Белгородской области. Входит в состав Ериковского сельского поселения.

## География
Село расположено на юго-западе региона и на расстоянии примерно 16 км по прямой к северу от административного центра района — Майского.
Часовой пояс
Село Раково как и вся Белгородская область, находится в часовой зоне МСК (московское время). Смещение применяемого времени относительно UTC составляет +3:00.

## Население
| 2002 | 2010 |
| ---- | ---- |
| 21   | ↗51  |

Национальный состав
Согласно результатам переписи 2002 года, в национальной структуре населения
русские составляли 100 % из 22 чел..